# Arinaga
Arinaga este o arie protejată (arie specială de conservare — SAC, sit de importanță comunitară — SCI) din Spania întinsă pe o suprafață de 92,4 ha, integral pe uscat.

## Localizare
Centrul sitului Arinaga este situat la coordonatele 27°52′06″N 15°23′31″W / 27.8683°N 15.3919°V.

## Înființare
Situl Arinaga a fost declarat sit de importanță comunitară în octombrie 1999 pentru a proteja 2 specii de plante. Situl a fost protejat și ca arie specială de conservare în ianuarie 2010.

## Biodiversitate
Situată în ecoregiunea , aria protejată conține 1 habitat natural: Faleze cu floră endemică de pe coastele macaroneziene.
La baza desemnării sitului se află mai multe specii protejate de  plante (2): Atractylis preauxiana, Convolvulus caput-medusae.